# Love (football)
Pour les articles homonymes, voir Love.
Love, de son vrai nom Arsenio Sebastiao Cabungula, né le 14 mars 1979 à Luanda, est un footballeur angolais. Il joue au poste d'attaquant avec l'équipe d'Angola et le club de Primeiro de Agosto.

## Carrière

### En club
- 1995-1999: nocal fc (Angola)
- 2000-2006 : AS Aviação -  Angola
- 2007- 2010: Primeiro de agosto (Angola)
- 2011-2012: Petro de Luanda (Angola)
- 2013-2014: Kabuscorp do palanca (Angola)
- 2015: Recreativo da caála
- Clube Desportivo Primeiro de Agosto  Angola

### En équipe nationale
Il participe à la coupe du monde 2006 et à la coupe d’Afrique des nations 2010/2012 avec l'équipe d'Angola.  
Il a disputé huit des douze matchs de qualification au championnat du monde 2006, une fois comme titulaire.
A juin 2006, il comptait 34 sélections.